# Ілісія

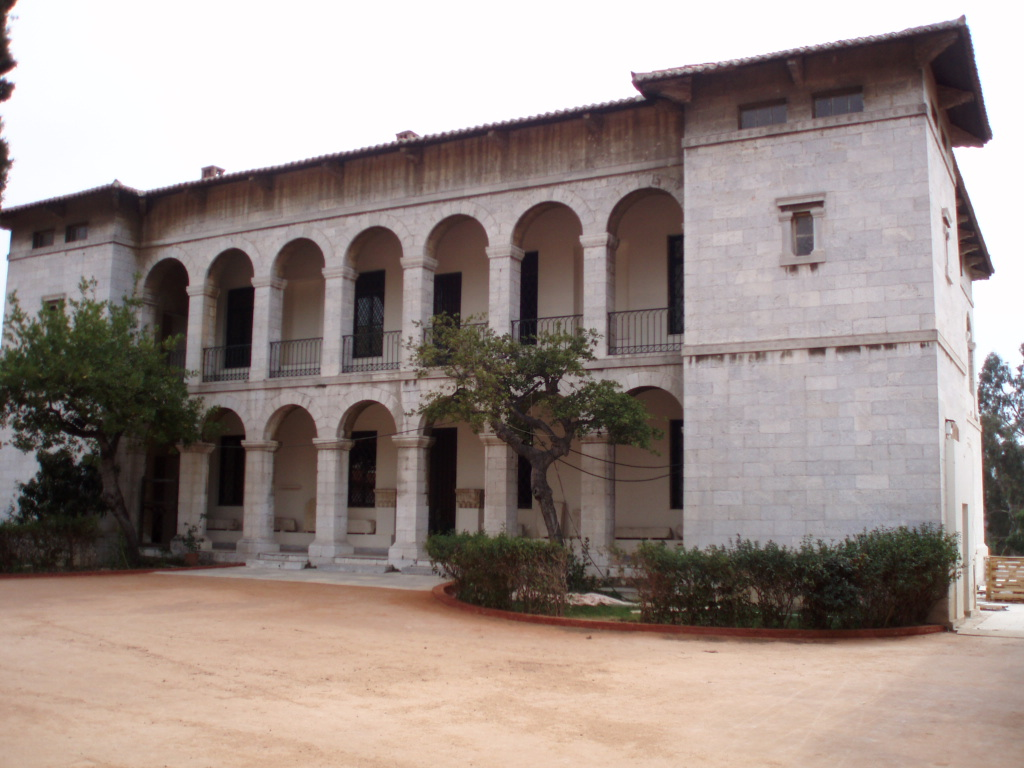
Вілла Софії Лебрун, герцогині Плезанської, сучасний Візантійський і християнський музей

37°58′30″ пн. ш. 23°43′00″ сх. д. / 37.97500° пн. ш. 23.71667° сх. д.
Ілісія (грец. Ιλίσια) — район у східній частині Афін, межує із районами Абелокіпі, Гуді, Паґраті та муніципалітетами агломерації Великих Афін Зографу, Кессаріані. Часто район поділяють на Верхню Ілісію та Нижню Ілісію — відповідно Άνω Ιλίσια та Κάτω Ιλίσια. У Верхній Ліосії розташована станція Проастіакос «Ано-Ліосія».
Свою назву Ілісія отримала завдяки річці Іліссос, яка ще до середини 20 століття протікала уздовж сучасних вулиць Міхалокопулу та Калліроїс, просто перед входом до стадіону «Панатінаїкос». У 1960-роках річку замуровали у бетон.
Ілісія — один з найбільш густонаселених районів міста. Забудова дуже щільна, переважають багатоповерхівки. Проте є і зелені території, зокрема в околицях площ Мадрида та Бразилії. Серед найвідоміших пам'яток — вілла Софії Лебрун, герцогині Плезанської, а також діюче студмістечко Афінського університету імені Каподистрії.